# Éloge de l'amour
Pour plus de détails, voir Fiche technique et Distribution.
Éloge de l'amour est un essai cinématographique franco-suisse réalisé par Jean-Luc Godard et sorti en 2001. Les prises de vue sont de Julien Hirsch et de Christophe Pollock.
La première moitié du film, tournée en noir et blanc, raconte les déboires amoureux d'un jeune scénariste de cinéma et ses difficultés pour écrire un scénario à propos de l'amour.La seconde moitié du film, filmée avec une caméra numérique en utilisant des couleurs saturées, nous ramène deux ans en arrière, au moment de la rencontre entre le protagoniste et une mystérieuse jeune femme.
On doit à Godard la citation suivante : « Les films devraient avoir un début, un milieu et une fin, mais pas forcément dans cet ordre ». Cet aphorisme est illustré dans ce film.

## Synopsis
La première moitié du film, tournée en noir et blanc, suit un homme nommé Edgar qui travaille sur un « projet » indéfini sur ce qu'il considère comme les quatre étapes de l'amour : la rencontre, la passion physique, la séparation et la réconciliation, impliquant des personnes à trois stades différents de la vie : la jeunesse, l'âge adulte et la vieillesse. Edgar ne cesse de feuilleter les pages d'un livre vide, le fixant intensément comme s'il attendait que les mots apparaissent. Il ne sait pas si le projet doit être un roman, une pièce de théâtre, un opéra ou un film. À Paris, il s'entretient avec des participants potentiels de tous horizons (y compris ceux que Victor Hugo a surnommés Les Misérables et qu'Edgar considère comme importants pour le projet), mais il est toujours insatisfait. La personne qu'Edgar désire vraiment est celle qu'il a rencontrée il y a deux ans, une femme qui « a osé dire ce qu'elle pensait ». À l'instigation de son bailleur de fonds, M. Rosenthal, un marchand d'art dont le père a tenu une galerie avec le grand-père d'Edgar, on retrouve la trace de cette femme, nommée Berthe. Elle travaille de nuit à nettoyer les wagons d'un dépôt de chemin de fer. Berthe se souvient d'Edgar (et s'émerveille de sa mémoire) mais ne veut absolument pas être impliquée dans son projet. Elle cumule plusieurs emplois et s'occupe de son fils de trois ans. Edgar continue d'interviewer des gens, à sa grande insatisfaction. Il est capable de visualiser les étapes de la jeunesse et de la vieillesse, mais il a toujours des difficultés avec l'âge adulte.
Edgar rencontre Berthe lors d'une conférence donnée dans une librairie parisienne par le journaliste américain expatrié Mark Hunter sur la guerre du Kosovo. Edgar tient à dire à Berthe que Hunter est un exemple de « bon Américain ». Ils s'arrêtent finalement dans une usine Renault désaffectée, où ils contemplent l'effondrement du mouvement ouvrier. Ils se séparent et, plus tard, Berthe converse avec Edgar au téléphone ; ils évoquent leur première rencontre et elle lui demande pourquoi il a cessé de parler de son projet. Ils terminent la conversation sur une note de résignation. Edgar se rend dans un refuge pour sans-abri et choisit un homme qui dort dans un des lits. Dans un moment tendre mais bref, Edgar demande à deux jeunes gens, à qui il avait précédemment confié les rôles de Perceval et de son amour Églantine, de laver l'homme dans une douche. M. Rosenthal est présent pour assister à la scène, mais le statut du projet n'est pas clair. Dans la dernière scène en noir et blanc, Edgar va à la rencontre d'un homme qui a des nouvelles de Berthe à lui communiquer.
La deuxième partie du film est tournée en vidéo DV avec des couleurs sursaturées. Un intertitre annonce que nous sommes deux ans plus tôt. Edgar arrive en Bretagne et il y est accueilli par l'homme qu'il vient de voir à la fin de la première partie. L'homme, un représentant culturel de la région, est là pour emmener Edgar à la rencontre de Jean Lacouture, qu'Edgar va interviewer sur le rôle des catholiques dans la Résistance française, dans le cadre d'une cantate qu'il écrit pour Simone Weil. Cette réunion amène Edgar à croiser un couple de personnes âgées qui ont combattu dans la Résistance et sont restés ensemble depuis. Le couple rencontre des délégués du département d'État américain qui aident à négocier un accord pour le compte de « Spielberg Associates ». La société souhaite acheter les droits de l'histoire du couple pour un film écrit par William Styron et interprété par Juliette Binoche. La petite-fille du couple, qui suit une formation d'avocate, tente de les sortir du contrat, car elle craint qu'ils ont été lésés. La petite-fille s'appelle Berthe, et c'est à ce moment-là qu'elle et Edgar se rencontrent pour la première fois. Berthe tente d'annuler le contrat en faisant valoir que les signataires ne sont pas membres d'une nation définie, se désignant simplement comme « américain », alors que « Amérique » est un terme qui englobe deux continents avec de nombreux pays - mais c'est un effort futile.
Après avoir passé du temps avec Berthe, Edgar prend le train pour rentrer à Paris et repense aux personnes qu'il vient de croiser. Quand on pense à quelque chose, on pense toujours à autre chose. Si on voit un paysage nouveau, par exemple, on le compare à un paysage qu'on connaît déjà. Ce qu'Edgar ne peut pas savoir, c'est ce qui l'attend dans l'avenir, dont il est informé à la fin de la première partie du film : le suicide de Berthe.

## Fiche technique
- Réalisation : Jean-Luc Godard
- Scénario : Jean-Luc Godard
- Producteurs : Alain Sarde, Ruth Waldburger
- Image : Julien Hirsch, Christophe Pollock
- Montage : Raphaele Urtin
- Distribution des rôles : Stéphane Foenkinos
- Création des costumes : Marina Thibaut
- Directeur de production : Joseph Strub
- Premier assistant réalisateur : Gilbert Guichardière, Aurélien Poitrimoult
- Assistant réalisateur : Fleur Albert, Christophe Rabinovici
- Techniciens du son : Olivier Burgaud, Gabriel Hafner, Christian Monheim, François Musy, Jean-Alexandre Villemer
- Assistants caméra : Emmanuelle Collinot, Léo Mac Dougall, Olivier Regent
- Pays de production :  Suisse -  France
- Langue originale : français
- Dates de sortie :
  - France : 15 mai 2001 (Festival de Cannes 2001) ; 16 mai 2001 (sortie nationale)
  - Canada : 29 août 2001 (Festival du film de Montréal)
  - Belgique : 9 janvier 2002
  - Suisse : 11 avril 2002 (Suisse alémanique)

## Distribution
- Bruno Putzulu : Edgar
- Cécile Camp : Elle
- Jean Davy : le grand-père
- Philippe Loyrette : Philippe
- Françoise Verny : la grand-mère
- Audrey Klebaner : Églantine
- Jérémie Lippmann : Perceval
- Claude Baignères (crédité Claude Baignières) : M. Rosenthal
- Rémo Forlani : le maire Forlani
- Mark Hunter : le journaliste américain
- Jean Lacouture : l'historien
- Bruno Mesrine : le magicien
- Violeta Ferrer : femme adulte
- Noël Simsolo
- Vincent Pannetier : l'employé Emmaüs
- Jean d'Ormesson

## Exploitation
Alors que la société de distribution ARP, dirigée par Michèle Halberstadt, décide de projeter le film dans de nombreuses salles (huit grandes salles à Paris et plus de cent dans toute la France) et que Godard lui-même ne ménage cette fois pas ses efforts pour faire la promotion du film, Éloge de l'amour est un échec commercial, n'atteignant pas les 50 000 entrées en France. Antoine de Baecque fait la comparaison avec Mulholland Drive de David Lynch, « cérébral et glamour comme le fut certains Godard », qui triomphe dans les salles la même année.
Godard est déçu de cet échec. Quand en octobre 2001 sort Ouvriers, paysans de Jean-Marie Straub et Danièle Huillet avec lesquels le cinéaste suisse partage une certaine marginalité, Godard écrit à Straub « J'espère que ton film fera mieux que le mien ».

## Accueil critique
Lors de la projection au Festival de Cannes, l'accueil fait au film est « poli mais plutôt froid » et sans excitation ni polémique particulière selon Antoine de Baecque. Alors que Le Monde, Libération, Télérama et Les Cahiers du cinéma défendent le film, les autres journaux sont assez tièdes. Serge Kaganski dans Les Inrockuptibles dira « Nonobstant ses beautés éparses, Éloge de l’amour est un Godard qui bande mou, où domine une sensation de ressassement fatigué, où l’artiste nous ressert tous ses vieux tours, mais sans éclat, sans vigueur, un film drapé dans un voile de mélancolie exténuée »,.
Philippe Lafosse dans Le Monde diplomatique a apprécié le film : « D'abord, il faut voir Éloge de l'amour. Ensuite, le revoir, comme on regarde à nouveau un tableau, réécoute un morceau de musique ou relit un livre. Ce n’est qu’après qu’on peut en parler. On a tellement l’habitude de parler sans voir et immédiatement, et encore plus lorsqu’il s’agit de Godard, adulé par les uns, honni par les autres — autrement dit, dans tous les cas, réduit, trahi, figé —, qu’on se prend à rêver qu’un jour, simplement, on regarde enfin ses images et écoute ses films. [...] Éloge de l'amour, c’est d’abord du vrai noir et blanc comme on n’en fait plus. Et il y est question de quelque chose de l’amour, de l’amour de quelque chose. L’amour de la résistance, de la mémoire, du cinéma, de la langue française, de l’histoire... »
Pour Anthony Sytruk sur le site filmdeculte, « Linéaire, limpide pour qui accepte de sortir un peu des sentiers battus d'Hollywood, le film déroutera peut être les fans du cinéaste suisse, ceux qui le suivent même dans ses films les moins "grand public" (Nouvelle Vague, For Ever Mozart). Le fait est tellement étonnant qu'il mérite d'être souligné. Godard change, malgré son âge. Il continue de grandir, d'évoluer, il a encore des choses à apprendre et à nous apprendre. Et ce qu'il nous dit, ce quelque chose, est comme d'habitude magnifique ».
Plusieurs critiques américains ont vertement réagit aux propos anti-américains de Godard dans le film. Le critique de cinéma Charles Taylor reproche à Godard de « dire que les Américains n'ont pas d'histoire à eux, pas de passé à eux (il prétend que nous n'avons même pas de nom) » et s'interroge : « Comment un homme qui, avec ses collègues de la Nouvelle Vague française, a fait plus que quiconque pour sensibiliser l'Amérique à l'art du cinéma, cet art que nous avons toujours considéré comme acquis, peut-il soudain se retourner et proclamer que toute cette culture ne vaut rien ? ». Le critique Roger Ebert, qui a attribué au film une étoile sur quatre, a critiqué les scènes du film dans lesquelles Godard accuse le cinéaste Steven Spielberg de n'avoir jamais payé Émilie Schindler pour ses contributions à son film de 1993, La Liste de Schindler, et de l'avoir laissée s'appauvrir en Argentine. Ebert a écrit : « On se demande : (1) Godard, qui s'est aussi servi d'elle, lui a-t-il envoyé de l'argent ? (2) Godard ou tout autre réalisateur vivant ou mort a-t-il fait plus que Spielberg, avec son Holocaust Project, pour honorer et préserver la mémoire des survivants ? ». L'affirmation selon laquelle Emilie Schindler vivait dans la pauvreté a également été contestée par Thomas Keneally, auteur du roman original La Liste de Schindler, qui, à la suite du commentaire de Godard, a revérifié et confirmé qu'il avait bien envoyé un chèque à Émilie Schindler à l'époque de son roman.
Richard Brody du New Yorker a déclaré qu'Éloge de l'amour était le plus grand film des années 2000, déclarant qu'il s'agissait de « l'une des histoires d'amour les plus inhabituelles, les plus émouvantes et les plus discrètes, ainsi que l'histoire de l'amour elle-même ; [...] le troisième premier film de Godard, et donc une sorte de renaissance du cinéma ». Le critique de cinéma japonais Shigehiko Hasumi a également classé le film parmi les meilleurs de la décennie, et il a été élu l'un des trente meilleurs films des années 2000 dans un sondage du British Film Institute pour Sight and Sound.